# Colibríes de Morelos
El Club de Fútbol Cuernavaca, también conocido como los Colibríes de Cuernavaca o los Colibríes de Morelos, fue un club de fútbol mexicano que militaba en la Primera División de México. Jugaba en el Estadio Mariano Matamoros en el municipio de Xochitepec, Morelos. El equipo fue fundado el 10 de diciembre de 2002, y desapareció a mediados de 2003 cuando descendió a la División de Ascenso.

## Historia
El equipo inició su sueño rumbo a la Primera División de México, en la Segunda División de México, Grupo Centro como Colibríes de Cuernavaca. La infraestructura del equipo era semejante a la de un equipo de Primera División 'A' de México, contaba con hotel para concentraciones y autobús propio. D.T. Rubén Galván, preparador físico Armando Sierra, auxiliar Jorge Montes, doctor Salvador Chinchilla, fisiatra "Bobby", masajista "El Jarocho", utileros "Carlos Coria y Ponchito" y un plantel vasto de 22 jugadores. La base del equipo titular fueron comprados a la Primera División 'A' de México. Además de contaban con los jugadores de escuela de fútbol y fuerzas básicas. El equipo estaba compuesto de jugadores nacionales y extranjeros. Los planes del "Capi" como apodaban al dueño Jorge Rodríguez, siempre fueron los de ascender a la Primera División 'A' de México, ya sea deportivamente o comprando una franquicia al fin hombre de negocios. Durante su estancia en la Segunda División de México y en la primera temporada, pudo haber calificado de buena manera pero desde entonces los problemas internos lo aquejaron, líos directivos, problemas económicos, grillas entre jugadores donde este fue el que pesó más ya que se inventaron la lesión del capitán argentino Mario Grana que se "lesionó" de manera misteriosa y no se entrenaba durante toda la semana solo para "cuidarse" y poder jugar los fines de semana ante el cobijo del entrenador; solo cuando la temporada se comprometió, es que el capitán del equipo se "curó" de su lesión y empezó a entrenar nuevamente. Demasiado tarde, el equipo no calificó, hubo corte de D.T. y la siguiente temporada si bien, no fue mala, tampoco alcanzaron a calificar; por lo que se recurrió a la compra de una franquicia.
El 10 de diciembre de 2002 la Federación Mexicana de Fútbol anunció que el equipo Atlético Celaya cambiaría de nombre y sede para llamarse los Colibríes de Morelos. El presidente de la nueva franquicia fue Jorge Rodríguez Marié, también dueño de Aerolíneas Internacionales.
El nuevo equipo tuvo muchos problemas desde el inicio, el primero una inconformidad presentada por el Zacatepec que no quería tener un club en una categoría superior en el mismo estado, lo que afectaría al club cañero. Esta controversia no prosperó pero los verdaderos problemas llegaron poco después. Para empezar el técnico del equipo Carlos Trucco, quien trabajaba con la franquicia desde que esta jugó en Celaya FC, renunció el 7 de enero de 2003 a su puesto poco antes de empezar el torneo y su lugar tuvo que ser llenado con un técnico sin experiencia en la Primera División de México, Sergio Rubio, quien en un principio solo trabajo como interino pero que acabó a cargo del equipo ante la imposibilidad de contratar a otra persona.
Después vino el problema de obtener la anuencia para que su estadio fuera aprobado para los juegos de la Primera División de México. El inmueble de Xochitepec tenía problemas que iban desde la falta de medidas reglamentarias en la cancha y la presencia de rocas en las tribunas que podrían ser usadas como proyectiles, hasta la presencia de un río a uno de sus lados, aunque la decisión generó bastantes dudas el estadio se aprobó el 16 de enero, ya iniciado el torneo, y el equipo pudo debutar como local en la jornada 2 contra los Tecos de la UAG con un resultado de 3-0 como su mayor goleada conseguida.
El equipo tuvo un debut sorprendente, 3 victorias en sus 4 primeros partidos, pero pronto surgieron nuevos problemas con los antiguos jugadores del club así como del técnico Carlos Trucco, quienes reclamaron que los cheques que les habían sido entregados no tenían fondos. 
Los problemas deportivos no tardaron mucho en llegar también y Sergio Rubio fue despedido en la jornada 10 después de solo haber sumado 2 puntos de 18 posibles en las últimas 6 jornadas.
Su lugar fue tomado por el técnico de origen croata Zlatko Petricevic. Este duro tan solo 2 semanas al frente del equipo donde ganó un partido y perdió otro, poco después el técnico reclamó que los jugadores Mario Grana y Jorge Jerez de haber confabulado en su contra para separarlo del plantel. Además, Zlatko acusó a Grana de haberlo agredido físicamente en un entrenamiento después de que el croata decidiera separarlo del plantel, la separación de jugadores, directivos y técnicos era evidente.
El Peque Sergio Rubio Ríos volvió a la banca del equipo a pesar del reglamento de competencia que no permitía que un técnico que hubiera sido cesado de sus funciones volviera a dirigir en ese mismo torneo, la directiva dijo que Rubio no había sido despedido sino que su puesto había sido cambiado por el de auxiliar técnico y se le permitió volver solo para volver a ser despedido tras la jornada 15 siendo así el único entrenador que ha sido despedido 2 veces por el mismo equipo en el mismo torneo. Los problemas en el interior del equipo resurgieron en la jornada 15 cuando se enfrentarían con el América en el Estadio Azteca con el resultado de 2-0, fue en que antes del encuentro los jugadores salieron a la cancha vistiendo una camiseta con la leyenda Basta de Mentiras exigiendo el pago del dinero que la directiva decía ya haber pagado.
Los auxiliares de Rubio, Rodolfo Sotelo y Felipe Ocampo se hicieron cargo del equipo las últimas jornadas. El equipo pese a todo estuvo a punto de salvarse, ya que en la última jornada una victoria les garantizaba la permanencia, o lo mismo un empate si se combinaban otros resultados (que los Jaguares de Chiapas no ganaran). Igualaría a cero goles contra el Cruz Azul en el Estadio Mariano Matamoros, pero se combinó para su desgracia con una victoria de último minuto de los Jaguares de Chiapas (a los Tecos de la UAG por 1-0), rival directo en la lucha por el no descenso.
Como dato curioso, se anunció por el sonido local que los Tecos de la UAG habían igualado el marcador en el último instante, lo que se garantizaba la permanencia en Primera División de México, incluso provocando una celebración de los aficionados colibríes al invadir la cancha. Posteriormente, el mismo sonido del estadio rectificó el dato real (la victoria de los Jaguares de Chiapas), y con un ambiente de frustración y desencanto, el equipo descendió a la Primera División 'A' de México.
La Federación Mexicana de Fútbol puso además una multa a Jorge Rodríguez por los constantes insultos que dirigió al organismo a lo largo del torneo, cuando la multa no se pagó la Federación Mexicana de Fútbol desafilió al equipo y tomó posesión de la franquicia. Aunque Jorge Rodríguez se esforzó por cubrir la deuda y recuperar al equipo no pudo cumplir con el plazo que se le dio.
Ya en Primera División 'A' de México, la Federación Mexicana de Fútbol vendió la franquicia que se convirtió en los Trotamundos Tijuana.

## Futbolistas

### Plantel
Los jugadores que defendieron los colores de los Colibríes en sus 6 meses de existencia fueron los siguientes:
| - 1 Alexandro Álvarez - 3 João Batista Da Silva - 4 Sergio David Bustos Castillo - 5 Francisco Bravo Bravo - 6 Jorge Adrián Jerez Terriaca - 7 Gustavo Mondragón Montero - 8 Mario Darío Grana - 9 Alberto Jorge Orozco Hernández - 11 Rodolfo Gustavo Flores Arancibia - 13 Guillermo Borja - 14 Raúl Llanes Toro - 15 Claudio Puechagut - 17 César Gómez González - 18 Ángel Rosendo Fonseca Ortiz - 19 Leandro Rodrígues Tavares - 20 Mauricio Gallaga Valdez - 21 Aurelio Molina - 22 Miguel Ángel Pérez Sarmiento - 23 Jorge Omar Uribe Lazcano - 24 Salvador Vaca Cortés - 25 Rogelio Rodríguez Martínez - 26 Andrés Ortega Mora - 29 Claudio Da Silva Pinto - 32 Marco A. Estrada Gómez - 39 Roberto Antonio Nurse - 58 Carlos Águila - 59 Luis Rodríguez - 60 Enrique Luis Quijada Bergman |

## Técnicos
Los técnicos que dirigieron a los Colibríes de Morelos fueron:
- Carlos Trucco (desde la creación del equipo hasta el 7 de enero, solo durante la pretemporada)
- Sergio Rubio (de la jornada 1 a la 10 del Clausura 2003)
- Zlatko Petricevic (jornadas 11 y 12 del Clausura 2003)
- Sergio Rubio (segundo periodo de la jornada 13 a la 15 del Clausura 2003)
- Felipe de Jesús Ocampo García y Rodolfo Sotelo Esparza (en conjunto de la jornada 16 a la 19 del Clausura 2003)

## Temporada
| Año    | POS  | JJ | JG | JE | JP | GF | GC | DIF | PTS | Fase alcanzada |
| ------ | ---- | -- | -- | -- | -- | -- | -- | --- | --- | -------------- |
| C-2003 | 13.º | 19 | 6  | 5  | 8  | 24 | 27 | -3  | 23  | No clasificó   |
| Total  |      | 19 | 6  | 5  | 8  | 24 | 27 | -3  | 23  |                |

## Datos del club
- Temporadas en Primera División: 1
- Temporadas en Primera División "A": 0
- Mayor goleada conseguida: Colibríes 3 - Tecos 0
- Mayor goleada encajada: Toluca 4 - Colibríes 1
- Máximo goleador: Claudio Da Silva Pinto
- Portero menos goleado: Rogelio Rodríguez Martínez 11 goles (Javier Amozurrutia recibió 0 goles ya que nunca jugó)
- Más partidos disputados: Miguel Ángel Pérez Sarmiento, Claudio Da Silva Pinto y Mario Grana
- Partido histórico: Colibríes 1-1 Guadalajara (gol 3000 de Chivas en torneos mexicanos anotado por Jair García).

## Calendario de Colibríes, Clausura 2003
Jornada 1: UNAM 1-3 Colibríes Dom. 12-Ene-2003 12:00 h Canal de las Estrellas
Jornada 2: Colibríes 3-0 UAG Sab. 18-Ene-2003 15:00 h SKY-514
Jornada 3: Veracruz 1-0 Colibríes Sab. 25-Ene-2003 15:00 h Azteca 13
Jornada 4: Colibríes 2-0 Tigres Sab. 1-Feb-2003 15:00 h Azteca 13
Jornada 5: Monterrey 1-0 Colibríes Sab. 8-Feb-2003 17:00 h Galavisión
Jornada 6: Colibríes 2-3 Pachuca Sab. 15-Feb-2003 15:00 h Azteca 13
Jornada 7: Toluca 4-1 Colibríes Sab. 22-Feb-2003 15:00 h Galavisión
Jornada 8: Colibríes 1-1 Guadalajara Sab. 1-Mar-2003 15:00 h Azteca 13
Jornada 9: Atlas 0-0 Colibríes Sab. 8-Mar-2003 20:45 h Galavisión (diferido 9 p. m.)
Jornada 10: Colibríes 2-4 Real San Luis Sab. 15-Mar-2003 15:00 h SKY-510
Jornada 11: Querétaro 1-2 Colibríes Dom. 23-Mar-2003 12:00 h SKY-506
Jornada 12: Colibríes 2-3 Santos Sab. 29-Mar-2003 15:00 h Azteca 13
Jornada 13: Puebla 0-1 Colibríes Dom. 6-Abr-2003 16:00 h Galavisión
Jornada 14: Colibríes 2-2 Necaxa Sab. 12-Abr-2003 15:00 h Azteca 13
Jornada 15: América 2-0 Colibríes Dom. 20-Abr-2003 16:00 h Canal de las Estrellas
Jornada 16: Colibríes 1-1 Atlante Sab. 26-Abr-2003 15:00 h SKY-508
Jornada 17: Jaguares 0-1 Colibríes Sab. 3-May-2003 15:00 h SKY-504
Jornada 18: Monarcas 3-1 Colibríes Sab. 10-May-2003 17:00 h Azteca 13
Jornada 19: Colibríes 0-0 Cruz Azul Sab. 17-May-2003 17:00 h SKY-514

## Porteros
| Jugador           | División         | Torneo        | Juegos Jugados | Goles Recibidos |
| ----------------- | ---------------- | ------------- | -------------- | --------------- |
| Alexandro Álvarez | Primera División | Clausura 2003 | 11             | 16              |
| Rogelio Rodríguez | Primera División | Clausura 2003 | 8              | 11              |